# 马家皂乡
马家皂乡是中华人民共和国山西省大同市天镇县下辖的一个乡。
2018年1月，山西省人民政府批复同意将阳高县马家皂乡划归天镇县管辖。

## 行政区划
马家皂乡下辖以下村级行政区划单位：
马家皂村、安家皂村、定安营村、龙池堡村、兴隆堡村、强家营村、东要泉村、袁家皂村、西一柳营村、东一柳营村、张家窑村、同庆窑村和右所窑村。